# Finnby, Norrtälje kommun
Finnby är en ort i Rimbo socken i Norrtälje kommun i Stockholms län belägen 2 kilometer söder om Rimbo, sydöst om Asplund och öster om Söderbybacken. SCB avgränsade 1995 och 2000 samt från 2023 en småort för bebyggelsen i orten.